# Myersiohyla
Genre
Myersiohyla est un genre d'amphibiens de la famille des Hylidae.

## Répartition
Les six espèces de ce genre se rencontrent sur les Tepuis du Guyana et du Venezuela.

## Liste des espèces
Selon Amphibian Species of the World (10 juin 2017) :
- Myersiohyla aromatica (Ayarzagüena & Señaris, 1994)
- Myersiohyla chamaeleo Faivovich, McDiarmid & Myers, 2013
- Myersiohyla inparquesi (Ayarzagüena & Señaris, 1994)
- Myersiohyla kanaima (Goin & Woodley, 1969)
- Myersiohyla loveridgei (Rivero, 1961)
- Myersiohyla neblinaria Faivovich, McDiarmid & Myers, 2013

## Étymologie
Ce genre est nommé en l'honneur de Charles William Myers.

## Publication originale
- Faivovich, Haddad, Garcia, Frost, Campbell & Wheeler, 2005 : Systematic review of the frog family Hylidae, with special reference to Hylinae: phylogenetic analysis and taxonomic revision. Bulletin of the American Museum of Natural History, vol. 294, p. 1-240 (texte intégral).